# ایتان پلیس دالیان
ایتان پلیس دالیان (انگلیسی: Eton Place Dalian) ساختمان اداری ۸۱ طبقه مستقر در شهر دالیان، چین است، که در سال ۲۰۱۵ احداث گردید.